# Bolnisi Sioni
Bolnisi Sioni (en georgiano: ბოლნისის სიონი) o la Catedral de Bolnisi Sioni es una basílica ortodoxa georgiana en el pueblo y distrito de Bolnisi, Georgia. La catedral fue construida en 478–493. Es el edificio existente más antiguo de la iglesia en Georgia. El obispo David fue el líder de la iglesia supervisora en la construcción de Bolnisi Sioni.

## Historia
La catedral de Bolnisi Sioni es conocida por sus inscripciones georgianas. Estos son uno de los documentos históricos más antiguos del alfabeto georgiano. La iglesia es el primer edificio georgiano que tiene una fecha de finalización en el exterior.  

## Arquitectura
El esquema decorativo de Bolnisi Sioni era de estilo sasániano. Las partes sur y central de la iglesia están adornadas con rollos de enredaderas, arabescos y motivos foliares. Se utilizaron bloques de mampostería uniformes para construir sobre los restos del edificio original en la fachada sur.
Georgia estuvo en contacto con Persia durante la construcción de Bolnisi Sioni. Evidencia de ello está en la decoración del edificio. La escultura y los adornos de Bolnisi Sioni y otras iglesias georgianas circundantes están influenciadas por el arte y la arquitectura iraní, armenia y del Cercano Oriente. Las representaciones de caza y la escultura son similares al arte y arquitectura de los siglos IV y V de Irán.

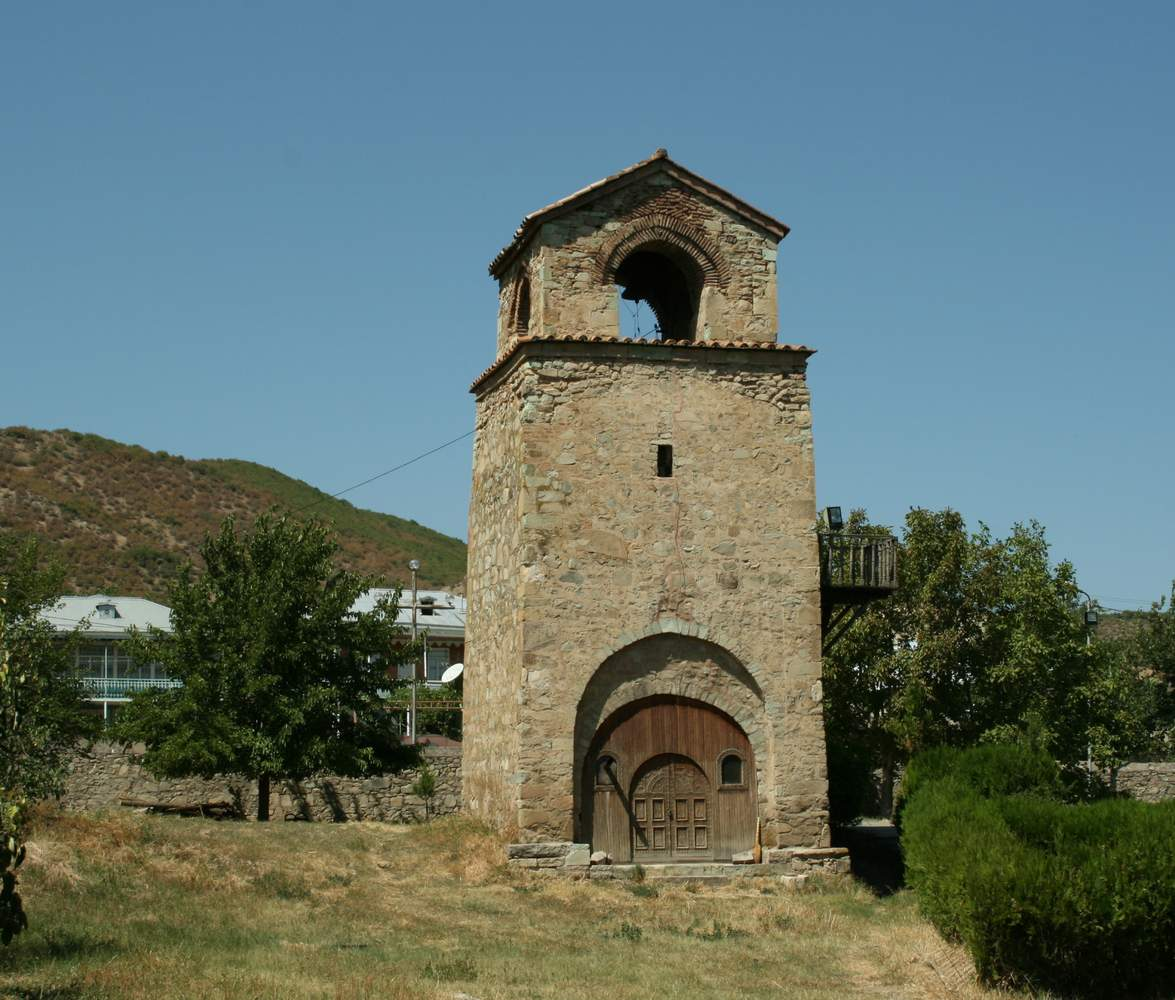
Campanario de Bolnisi Sioni.
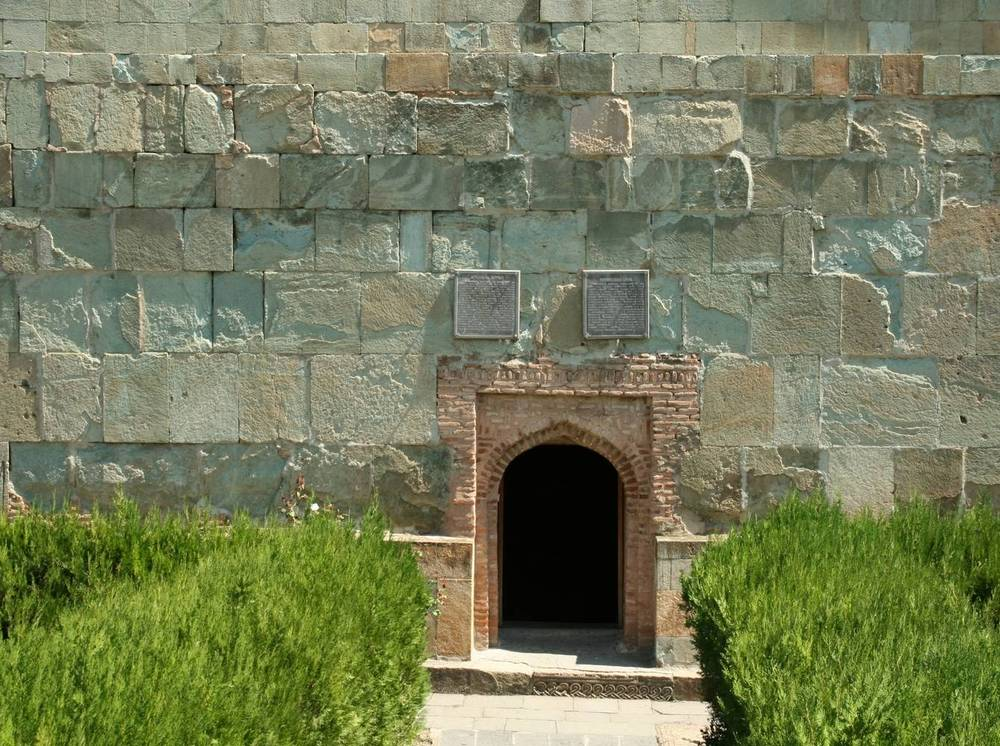
Fachada de la iglesia y portal exterior.
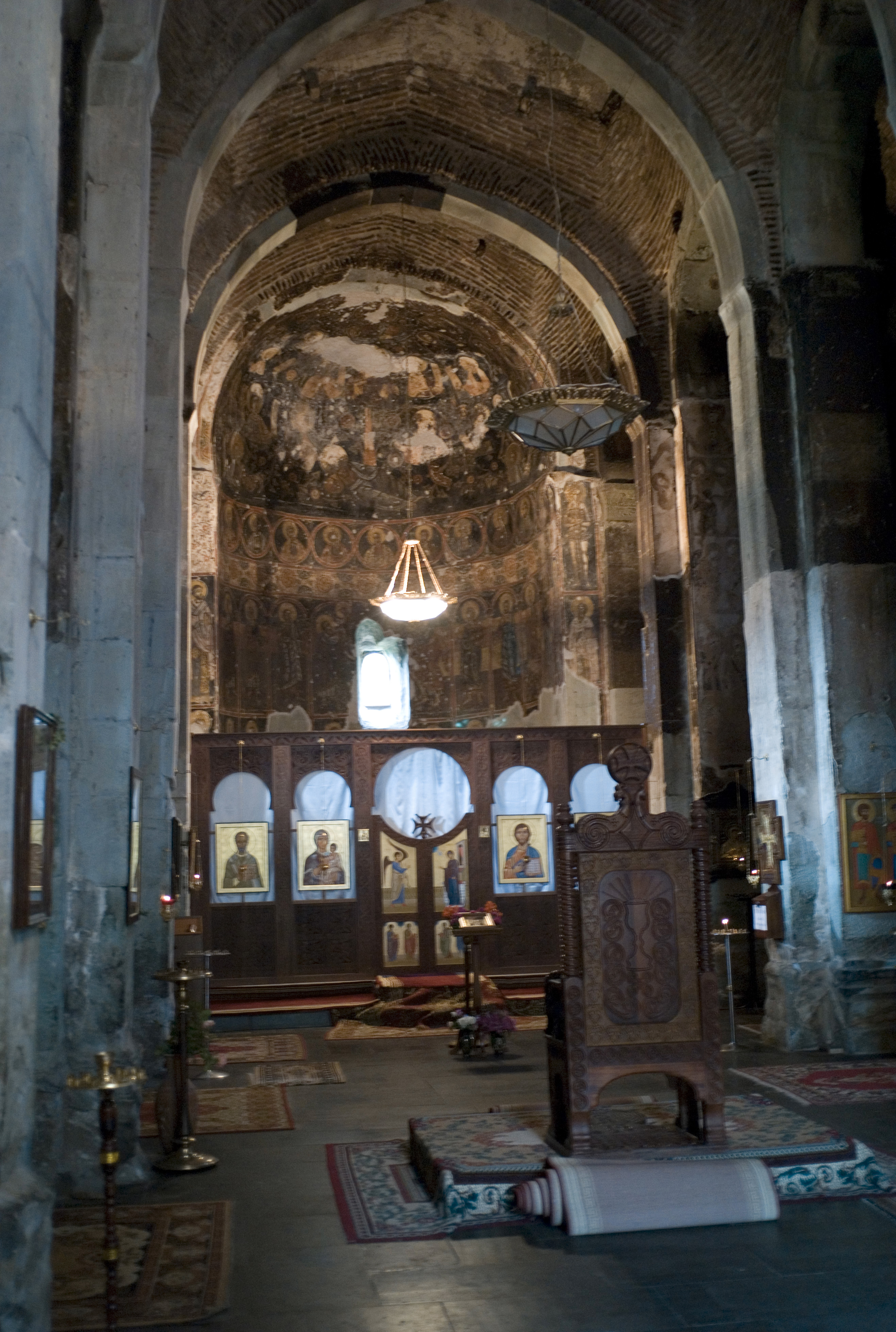
Interior de Bolnisi Sioni.